# Blasphemy (groupe)
Pour les articles homonymes, voir Blasphemy.
Blasphemy est un groupe canadien de black metal, originaire de Vancouver, en Colombie-Britannique. 

## Histoire
Blasphemy est formé en 1984. Le groupe sort une démo intitulée Blood Upon the Altar en 1989, et son premier album, Fallen Angel of Doom,, l'année suivante par l'intermédiaire de Wild Rags, un label avec lequel ils avaient signé lors d'une tournée aux États-Unis. Leur deuxième album studio est Gods of War, sorti en 1993 chez Osmose Productions. En 1993, Blasphemy participe également au Fuck Christ Tour et tourne en Europe avec Immortal et Rotting Christ. Blasphemy reste ensuite inactif pendant plusieurs années. Ryan Förster rejoint le groupe en 1999. 
Le concert du groupe à Vancouver en juillet 2001 sort en 2002 sous la forme d'un album live intitulé Live Ritual - Friday the 13th. Le groupe reste inactif jusqu'en 2009, où il donne deux concerts, l'un à Montréal au Québec, et l'autre à Helsinki, dans le cadre du festival Black Flames of Blasphemy, avec Proclamation, Black Witchery, Revenge et Archgoat. En 2010, Blasphemy est la tête d'affiche de la deuxième édition du festival Nuclear War Now! en Allemagne.
La chanson War Command de Blasphemy est reprise par Beherit, et la reprise est apparue sur la compilation Beast of Beherit - Complete Worxxx de Beherit sortie en 1999. Le morceau Winds of the Black Gods de Blasphemy ouvre la compilation Fenriz Presents... The Best of Old-School Black Metal sortie en 2004.

## Membres

### Membres actuels
- Nocturnal Grave Desecrator and Black Winds - chant, basse et anciennes guitares
- Caller of the Storms - guitares
- Deathlord of Abomination and War Apocalypse - guitares
- Three Black Hearts of Damnation and Impurity - batterie

### Membre de session
- V.K. - basse de session

### Anciens membres
- Ace Gestapo Necrosleezer et Vaginal Commands - basse
- Black Priest of 7 Satanic Rituals - guitares
- The Traditional Sodomizer of the Goddess of Perversity - guitares
- Bestial Saviour of the Undead Legions - basse, chœurs

## Discographie

### Albums studio
- 1990 : Fallen Angel of Doom...
- 1993 : Gods of War

### Albums live
- 2001 : Live Ritual – Friday the 13th
- 2016 : Desecration of São Paulo - Live in Brazilian Ritual Third Attack
- 2018 : Victory (Son of the Damned)

### Albums démo
- 1989 : Blood Upon the Altar
- 2001 : Die Hard Rehearsal
- 2018 : Blood Upon the Soundscape